# عیاشین (روستا)
 عیاشین  (در عربی:  العَیاشین )
نام روستایی است در دهستان ذُوعَید از توابع استان مَحویت در کشور یمن در شبه جزیره عربستان.

## جمعیت
جمعیت آن (۲۰۱ ) نفر (۱۱ خانوار) می‌باشد.